# Joey Castillo
Joey Castillo, rodným jménem Joseph William Castillo (* 30. března 1966, Gardena, Kalifornie) je americký rockový bubeník. Svou kariéru zahájil v roce 1984 jako člen skupiny Wasted Youth; v devadesátých letech vystupoval s kapelou Sugartooth a v letech 1994 až 2002 hrál se skupinou Danzig. Toho roku se stal členem skupiny Queens of the Stone Age, v níž zůstal po dobu deseti let. V roce 2014 nahradil Jasona Bonhama ve skupině California Breed. V roce 2004 hrál v jedné písni z alba Bubblegum zpěváka Marka Lanegana